# Capilla de los Santos Simón y Judas (Mezquita-catedral de Córdoba)

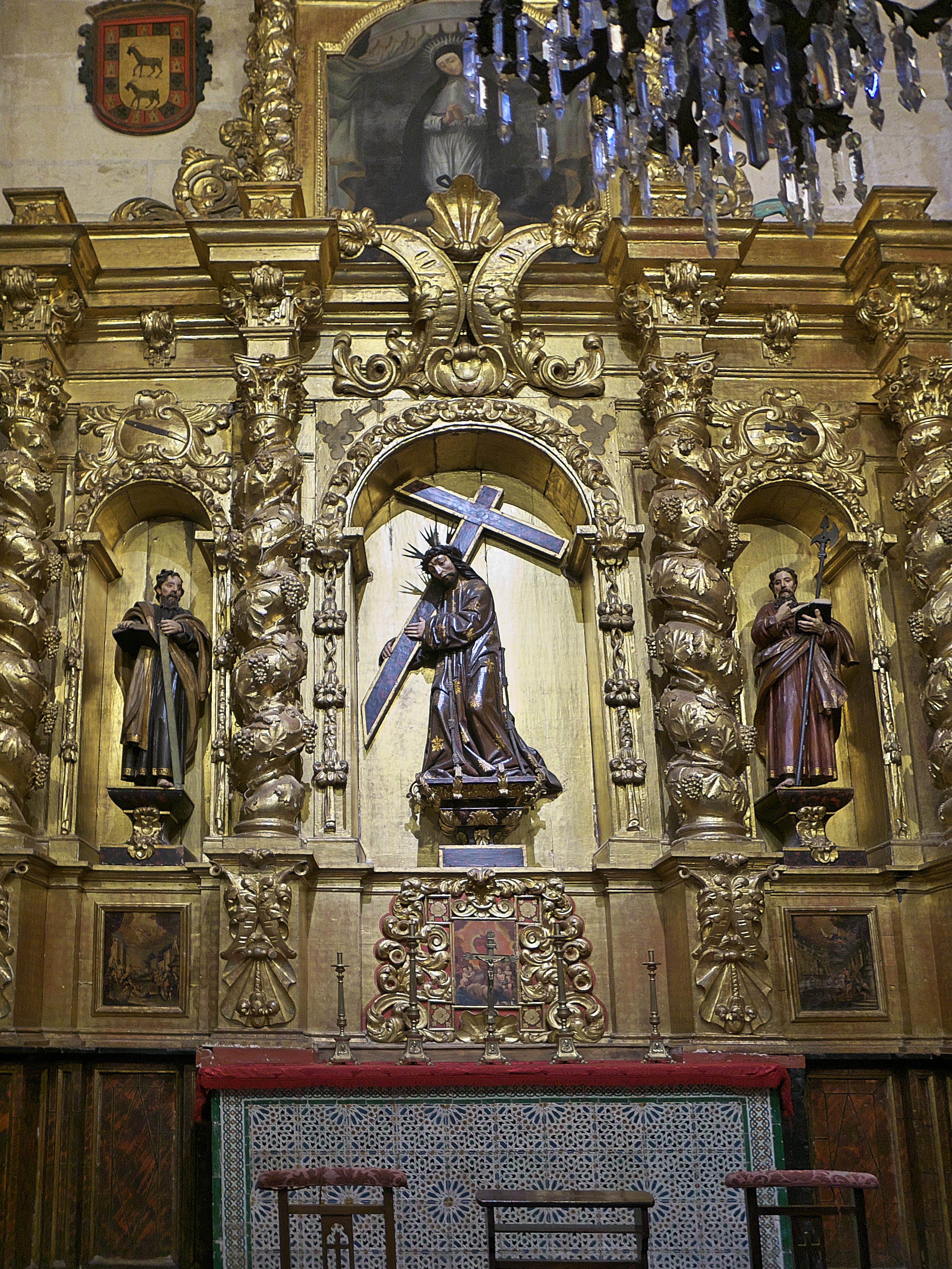
Retablo de la capilla de los Santos Simón y Judas

La capilla de los Santos Simón y Judas de la Mezquita-Catedral de Córdoba fue fundada por Ruy Méndez de Sotomayor, vasallo del rey y veinticuatro de Córdoba, y su esposa Leonor Sánchez de Cárdenas en el año 1401. La donación de terreno hecha por el cabildo lleva fecha de 9 de diciembre de ese año.

## Historia
En 1494 el papa Alejandro VI autorizó la erección de una capellanía y una sacristía a petición del canónigo Luis Méndez de Sotomayor. A partir de 1876 figura como patrono de la capilla el marqués de Villaseca, quien renunció en 1902 a este derecho a favor de los hijos de su hermano José Cabrera y Fernández de Córdoba.
Los descendientes de los fundadores, que se hayan adscritos por derecho al doble de cepa, tienen en este recinto su enterramiento familiar. El último miembro de la familia que ha recibido cristiana sepultura en este lugar es Eduardo Cabrera Marchesi, marqués de Villaseca y Ontiveros, que falleció en Córdoba el día 9 de junio de 1998 y recibió sepultura aquí el día 15 del mismo mes.

## Descripción
El retablo, probablemente fechado en torno al año 1700 y de autor anónimo, aunque recuerda a Francisco Hurtado Izquierdo, tiene en su hornacina central una imagen de talla de Jesús Nazareno, ejecutada en el siglo XVI. Dicha imagen se halla flanqueada por las imágenes de los titulares, San Simón el Zelote y San Judas Tadeo, realizadas en el primer tercio del siglo XVII. En el banco hay pinturas, del tercio final del siglo XVIII. En el ático del retablo se encuentra la imagen de la Virgen de la Paloma.
La pieza más interesante de la capilla es el frontal de azulejos, que data de la época de la primitiva fundación y que está fechado en el siglo XV, así como los que cubren la tumba de los fundadores, con los escudos de armas de los Méndez de Sotomayor y Cárdenas.
A ambos lados de la capilla de aprecian dos tapices de la colección de la Catedral, que muestran escenas de la vida de Alejandro Magno.
La reja pertenece a la última década del siglo XV. Durante la Edad Media se creyó que la hendidura de la columna que separaba esta capilla y la de Nuestra Señora de las Nieves marcaba la altura de Jesucristo.